# Hanne Maudens
Hanne Maudens (12 de marzo de 1997) es una deportista de Bélgica que compite en atletismo. Ganó una medalla de bronce en el Campeonato Mundial de Atletismo Sub-20 de 2016, en la prueba de heptatlón.